# Beania minuspina
Beania minuspina är en mossdjursart som beskrevs av Florence, Hayward och Gibbons 2007. Beania minuspina ingår i släktet Beania och familjen Beaniidae. Inga underarter finns listade i Catalogue of Life.